# Christiane Endler
Claudia Christiane Endler Mutinelli (sinh ngày 23 tháng 7 năm 1991) là một nữ cầu thủ bóng đá người Chile. Cô chơi bóng với vai trò là thủ môn cho Lyon và đội tuyển quốc gia Chile. Endler sinh ra ở Santiago, Chile, có cha là người Đức và mẹ là người Chile. Cô có hộ chiếu của cả hai quốc gia là Chile và Đức.

## Tiểu sử
Từ nhỏ cô đã thể hiện tài năng cho thể thao. Cô tập tennis, bơi lội, khúc côn cầu, bóng rổ, bóng chuyền và thể dục dụng cụ. Tuy nhiên, cô quyết định chọn sự nghiệp thể thao của mình là bóng đá. Cô đã thử vận may với vai trò là một hậu vệ, nhưng cựu cầu thủ của câu lạc bộ Deportivo Universidad Católica, Marco Cornez, đã quyết định cho cô thử đóng vai trò thủ môn. Là một cầu thủ quốc tế dưới 19 tuổi, cô đã tham dự orld Cup U-20 Bóng đá nữ 2008.
Vào tháng 7 năm 2017, Endler ký hợp đồng ba năm với Paris Saint-Germain Féminines. Hợp đồng của cô sẽ hết hạn vào tháng 6 năm 2020.

## Giải thưởng
Christiane Endler giành chiến thắng và đạt danh hiệu nữ cầu thủ Chile của năm 2008, 2009 và 2010. Cô cũng tham gia trận chung kết Copa Libertadores với Everton và Colo-Colo, giành chiến thắng sau đó vào năm 2012.

## Phong cách chơi
Cô đã được coi là một thủ môn có sự cản phá mạnh mẽ, bắt phạt đền tốt, có phản xạ tuyệt vời. Phong cách chơi bóng của cô được so sánh với thủ môn người Đức, Manuel Neuer.

## Cá nhân
Người hùng và thần tượng của Endler khi còn nhỏ là cầu thủ bóng đá người Đức và cựu thủ môn của Bayern Munich, Oliver Kahn.
Cô có thể nói tiếng Tây Ban Nha, tiếng Anh và tiếng Đức.